# Caspar Voght

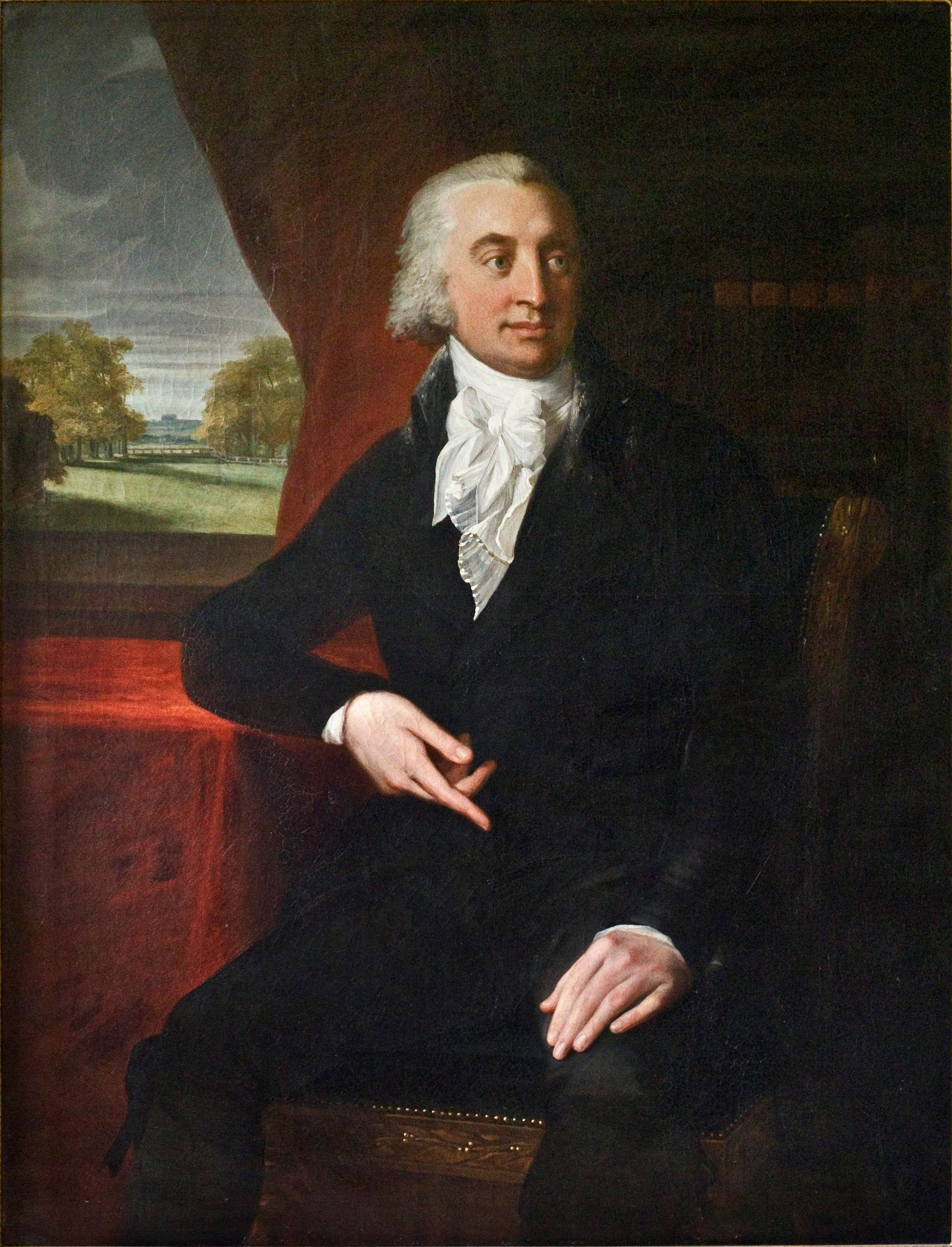
Caspar Voght, porträtt (1801)

Caspar (von) Voght, född 17 november 1752 i Hamburg, död där 20 mars 1839, var en tysk friherre, filantrop och agronom.
Voght övertog 1781 faderns köpmansrörelse och anlade 1785 i Flottbeck vid Elbe ett litet jordbruk, där han införde växelbruk och tillämpade den engelska lanthushållningens grundsatser, tidigare än Albrecht Daniel Thaer beskrev dem för tyskarna. 
Voght inrättade 1785 i sin födelsestad en privat arbetsanstalt för fattiga, vilken efter ett år övertogs av kommunen, och anlade bland annat yrkesskolor, söndagsskolor och folkkök. Han kallades 1802 av kejsar Frans II till Wien för att organisera därvarande fattiganstalter och upphöjdes till belöning i riksfriherrligt stånd. För liknande uppdrag besökte han 1803 Berlin. På anmodan av franska regeringen inspekterade Voght 1807 franska fattigvårdsanstalter och fängelser. Han gjorde 1815 Flottbeck till en normalanstalt för norra Tyskland och skötte denna till 1831.